# Рокінггем (округ, Нью-Гемпшир)
Шаблон:StateAbbr_ 42°57′46″ пн. ш. 71°04′39″ зх. д. / 42.962872° пн. ш. 71.077621° зх. д.
Округ  Рокінггем (англ. Rockingham County) — округ (графство) у штаті  Нью-Гемпшир, США. Ідентифікатор округу 33015.

## Історія
Округ утворений 1769 року.

## Демографія
За даними перепису 
2000 року 
загальне населення округу становило 277359 осіб, зокрема міського населення було 195639, а сільського — 81720.
Серед мешканців округу чоловіків було 136871, а жінок — 140488. В окрузі було 104529 домогосподарств, 74358 родин, які мешкали в 113023 будинках.
Середній розмір родини становив 3,11.
Віковий розподіл населення поданий у таблиці:
| Стать    | До 15 років | 15-21 | 22-29 | 30-39 | 40-49 | 50-65 | 65-85 | Понад 85 |
| -------- | ----------- | ----- | ----- | ----- | ----- | ----- | ----- | -------- |
| Чоловіки | 31258       | 11334 | 10992 | 23538 | 25280 | 22387 | 11159 | 923      |
| Жінки    | 30241       | 10709 | 11103 | 24939 | 25284 | 22207 | 13762 | 2243     |

## Суміжні округи
- Страффорд — північ
- Йорк, Мен — північний схід
- Ессекс, Массачусетс — південь
- Гіллсборо — захід
- Меррімак — північний захід